# Charles Grimes (wioślarz)
Charles Livingston Grimes (ur. 9 lipca 1935 w Waszyngtonie, zm. 5 lutego 2007 w Nowym Jorku) – amerykański wioślarz, mistrz olimpijski.
Grimes był członkiem amerykańskiej ósemki, która sięgnęła po złoty medal olimpijski na igrzyskach w Melbourne w 1956. Ósemkę amerykańską stanowiła w Melbourne reprezentacja Uniwersytetu Yale, która przeszła do historii jako ostatnia ekipa akademicka z mistrzostwem olimpijskim. Amerykanie wyprzedzili zespoły Kanady i Australii, oprócz niego w składzie znaleźli się: Thomas Charlton, David Wight, John Cooke, Donald Beer, Caldwell Eselstyn, Rusty Wailes, Robert Morey i William Beklean (sternik). Był to jego jedyny start olimpijski.
W 1957 Grimes ukończył studia na Uniwersytecie Yale, rok później uzyskał również dyplom na Uniwersytecie Oksfordzkim, a w 1960 ukończył specjalizację prawniczą na Uniwersytecie Harvarda. Przez krótki czas pracował jako prawnik, potem był doradcą finansowym. Z dyscyplin sportowych interesował się również tenisem, a jego żona Jane Brown Grimes została w styczniu 2007 drugą w historii kobietą prezesem amerykańskiej federacji tenisowej. Zmarł w lutym 2007 po chorobie nowotworowej.